# 岩田稔
岩田 稔（いわた みのる、1983年10月31日 - ）は、大阪府守口市出身の元プロ野球選手（投手）、野球解説者、野球評論家。左投左打。
高校から1型糖尿病を抱えながらも、関西大学野球部を経て、2006年から阪神タイガースで16年間にわたってプレー。2021年限りでの現役引退を経て、2022年から解説・評論活動と並行しながら阪神球団の「コミュニティ・アンバサダー」（Communication Anbassador＝CA）を務める。

## 経歴

### プロ入り前
庭窪スポーツ少年団（2017年1月で解散）で軟式野球を始めた後に、守口市立庭窪中学校から大阪市立北稜中学校に転校、大阪桐蔭高校に進学。大阪桐蔭高校では、硬式野球部に入部した当初、捕手として入部した同級生の中村剛也とバッテリーを組んでいた。中村は後に一塁手として長距離打者の素養を一気に開花させるが、自身は2年生の秋にエースの座をつかむと、秋季大阪府大会での準優勝を経て秋季近畿大会で準々決勝にまで勝ち残った。ちなみに、硬式野球部の1年後輩には西岡剛がいて、卒業後には阪神でもチームメイトになった。
高2の冬に風邪から体調を崩したため、病院で診察を受けたところ、1型糖尿病を発症していることが判明。3年時にもエースナンバーを背負っていたが、腰を痛めていた影響で、夏の選手権大阪府大会では登板を見合わせた。それでも卒業後に社会人野球へ参加する大企業のチームでプレーを続けることが内定していたものの、3年時の秋になって白紙に戻された。本人はこの一件について、「1型糖尿病や患者の実態が正しく理解されないまま、『岩田は重病で投げられない』という噂を鵜呑みにされた結果、一生忘れられないほどの『差別』を受けた」と引退後に明言している。
実際には関西大学に推薦入試で進学できたものの、進学後も故障に悩まされたため、関西学生野球リーグ戦の通算成績は、23試合の登板で、6勝10敗、防御率2.11、143奪三振という成績にとどまった。しかし、最速151km/hの速球や縦に割れるカーブを軸に、カット・ファスト・ボールやチェンジアップなどの多彩な変化球を投じるスタイルを、当時阪神タイガースのスカウトだった大学の先輩・山口高志が評価。2005年のNPB大学・社会人ドラフト会議で、希望枠によって阪神への入団に至った。契約金1億円に出来高分5000万円、年俸1500万円（金額は推定）という（当時のNPBの規定における）最高条件での入団で、背番号は21。入団会見では、大学・阪神の先輩投手であった村山実を目標に挙げるとともに、「（背番号が村山の11より10多い21であることから）『10倍頑張れ』ということだと思います」と語った。

### 阪神時代
2006年には、高校の先輩で自身と同じ左腕投手にちなんで「今中二世」と呼ばれていたものの、故障が相次いだ。10月14日の対広島東洋カープ戦（広島市民球場）に先発投手として一軍公式戦へのデビューを果たしたが、149km/hのストレートで前田智徳に本塁打を打たれるなど、3回4失点という内容で敗戦投手になった。結局、一軍公式戦への登板はこの試合だけでシーズンを終えた。
2007年には、一軍公式戦4試合に登板したが、0勝1敗、防御率5.40という成績にとどまった。その一方で、小学校時代の同級生で栄養士の資格を持つ女性と結婚したことを6月21日に発表。シーズン終了後の11月には、第一子（長男）を授かった。
2008年には、春季キャンプ・オープン戦を通じて好調だったことから、プロ入り後初めて開幕一軍入りを果たした。3月29日には、横浜ベイスターズとの開幕カード第2戦（京セラドーム大阪）で先発投手に抜擢されると、6回を1失点に抑えて一軍公式戦での初勝利を挙げた。さらに、4月26日の対読売ジャイアンツ戦（阪神甲子園球場）で一軍初の完投勝利を挙げるなど、シーズンを通じて一軍の先発ローテーションに定着。下柳剛に次ぐチーム2位の投球回数（159回2/3）へ達した末に、10勝10敗、セントラル・リーグ（セ・リーグ）8位の防御率3.28を記録した。被本塁打数をリーグ最終規定投球回に達した投手で最少の5本に抑えた一方で、リーグ最多タイ記録の11死球や、リーグ4位の50四球を出すなど制球面での課題を露呈。また、左打者に対する被打率が3割を超えたほか、リーグの最終規定投球回に達した投手では最も多い7暴投（リーグ5位）を記録した。このため、秋季キャンプからは、同じ左腕投手である杉内俊哉を意識したフォームに変更。シーズン終了後には、杉内の自主トレーニングに参加した。
2009年には、NPBレギュラーシーズン開幕前の3月に開催された第2回ワールド・ベースボール・クラシック(WBC)の日本代表に選出された。同大会では中継ぎで2試合に登板し、日本代表の2大会連続2度目の優勝に貢献した。しかし、大会後に左肩を痛めていたことが発覚。帰国後の検査で「左肩肩峰下滑液胞炎」と診断されたため、一軍公式戦へのシーズン初登板は6月10日の対埼玉西武ライオンズ戦（西武ドーム）まで持ち越された。一軍復帰後は打線の援護に恵まれなかったものの、5度目の先発登板だった7月29日の対横浜戦で、一軍公式戦でのシーズン初勝利をプロ入り後初めての完封で挙げた。さらに、第二子（長女）が誕生した9月9日の対中日ドラゴンズ戦（いずれも甲子園）でも完封勝利を記録。一軍公式戦での通算成績は7勝5敗で、リーグの最終規定投球回数に達しなかったものの、前年を下回る投球回数（110回2/3）で前年を上回る103三振を奪った。通算防御率は2.68で、前述の2完封勝利を含むプロ入り後自己最多の4完投を記録した。
2010年は開幕前の3月に左肘を故障。手術を受けた後にリハビリへ専念したため、一軍公式戦への登板機会はなく、シーズン終了後のフェニックス・リーグ最終戦（対巨人戦）で実戦に復帰した。その一方で、シーズン終了後の12月30日には、第三子（二女）が誕生した。
2011年4月14日に広島との開幕カード第3戦（甲子園）に、先発投手として登板。一軍公式戦では2009年のレギュラーシーズン最終戦（10月9日・明治神宮野球場での対東京ヤクルトスワローズ戦）以来552日ぶりの登板だったが、7回3失点という内容で敗戦投手になった。5月5日の対巨人戦（東京ドーム）で、7回を1失点に抑えてシーズン初勝利。一軍公式戦では2009年10月4日の対中日戦（甲子園）以来578日ぶりの勝利だったため、試合後のヒーローインタビューでは号泣した。レギュラーシーズン全体では、先発ローテーションの一角を守りながら、チームトップの防御率2.29を記録。WHIPも0.98という好記録を残したが、打線の援護に恵まれない試合が多かった影響で、9勝13敗と負け越した。
2012年には、一軍公式戦の開幕から先発ローテーションの一角を担いながら、中盤以降に打ち込まれるなど不調。チームの低迷も相まって勝ち星が8勝にとどまった一方で、ブライアン・バリントン（広島）と並んでリーグ最多の14敗を喫した。防御率も3.52と、前年と比べて1点以上悪化した。
2013年には、一軍公式戦の開幕から先発ローテーションに入ったものの、序盤から制球に苦しむ試合が相次いだ。4月を3連敗で終えると、5月4日の対ヤクルト戦（甲子園）でシーズン初勝利を挙げたが、続く5月11日の同カード（神宮）では4回裏の途中で交代。この試合を境に、二軍での調整を余儀なくされた。夏場に一軍へ復帰したものの、先発で不安定な投球が続いたことから、中継ぎでの再生を模索。それでも結果を残せなかったため、シーズン終盤には二軍での再調整を命じられたことから、一軍公式戦ではわずか2勝でシーズンを終えた。このため、シーズン終了後には、初めて海外で自主トレーニングを敢行した。
2014年には、シーズン初の一軍マウンドだった4月20日の対ヤクルト戦（甲子園）でシーズン初勝利。4月26日の対DeNA戦（横浜スタジアム）では、一軍公式戦では自身2年半ぶりの完投、および自身2度目の無四球勝利を記録した。7月には、月間4勝、防御率1.25という好成績で自身初の月間MVPを受賞。結局、最後まで一軍の先発ローテーションを担うとともに、リーグ2位の防御率2.54を記録した。チームがレギュラーシーズン2位で臨んだポストシーズンでは、巨人とのクライマックスシリーズ　ファイナルステージ第2戦（10月16日・東京ドーム）に先発し一死満塁のピンチを併殺打に抑えるなど6回まで無失点に抑える。5点リードして迎えた7回にシーズンで苦手とした井端弘和に2点本塁打を打たれるが7回2失点に抑え勝利投手となった。チームが4戦全勝でステージを突破すると、福岡ソフトバンクホークスとの日本シリーズでも、第4戦（10月29日）への先発で7回2失点と好投した。さらに、シーズン終了後に開かれた日米野球2014では、故障で出場を辞退した岸孝之に代わって日本代表に選出。阪神でのチームメイトである藤浪晋太郎が先発した11月16日の第4戦（東京ドーム）で、藤浪の後を受けた救援で2イニングを投げた。
2015年には、レギュラーシーズンを通じて先発ローテーションに定着。8勝10敗と負け越したものの、防御率3.22を記録した。先発で登板した5月5日の対中日戦（甲子園）では、6回裏二死満塁で迎えた打席で山井大介から走者一掃の三塁打を打った末に、勝利投手になった。チームのシーズン3位で迎えた巨人とのクライマックスシリーズ　ファーストステージでは、10月12日の第3戦（東京ドーム）に中継ぎで6回裏から登板したが打者5人に対し4安打され2失点し1/3で降板。結局、チームはこの試合に敗退したため、2年連続の日本シリーズ進出を逃した。なお、7月16日には第1回WBSCプレミア12の日本代表第1次候補選手に選出されたが、11月開催の本戦には出場していない。
2016年には、一軍公式戦の開幕から先発ローテーションの一角を任された。3月30日の対ヤクルト戦（神宮）でシーズン初登板を果たしたが、6回途中7失点で敗戦投手になったことを皮切りに、通算4試合の先発登板で0勝3敗、防御率7.11と不振。4月28日に出場選手登録を抹消された。一軍で左の中継ぎ要員が手薄なチーム事情を背景に、9月10日に一軍へ復帰すると、翌9月11日の同カード（神宮）7回裏に救援で登板。一軍公式戦では自身3年ぶりの中継ぎ登板だったが、最初に対戦した山田哲人から本塁打を打たれるなど、1回を投げて4被安打4失点と打ち込まれた。その後も救援で1試合に登板したものの、9月16日に再び登録を抹消されると、そのままシーズンを終了。一軍公式戦全体でも、0勝3敗、防御率8.85と不振を極めた。このため、シーズン終了後の11月29日には、推定年俸5300万円という条件で契約を更改。NPBの野球協約に定められた年俸1億円以下の選手に対する減額率の上限（25%）に迫る減俸（前年度から推定で1500万円減）だったため、更改後の記者会見では、「初心に返って引退覚悟で2017年シーズンに臨む」との決意を述べた。
2017年には、春季キャンプを主力選手中心の「沖縄組」で迎えると、一軍監督の金本知憲から第1クールのMVPに選出。一軍の開幕ローテーション6番手へ入ることを目標にオープン戦へ臨んだが、右投手である秋山拓巳・青柳晃洋の後塵を拝する結果に終わったため、一軍公式戦の開幕直前からは二軍での調整を強いられた。シーズン中盤にウエスタン・リーグの公式戦で好投を続けたことから、7月27日の対DeNA戦で、先発投手として一軍公式戦にシーズン初登板。5回を投げて毎回の5四球を出しながら、3被安打2失点で凌いだ末に、一軍公式戦では2015年9月20日の対ヤクルト戦（いずれも甲子園）以来676日ぶりの勝利を挙げた。次に先発で登板した8月3日の対広島戦（マツダ）4回裏に一死を取った時点で、NPB一軍公式戦通算1000投球回に到達。一軍公式戦では10試合の登板で3勝2敗、防御率4.25にとどまったものの、ストレートの球速が140km/h台の中盤にまで戻るなど、登板試合の随所で復調の兆しを見せた。
2018年には、一軍公式戦での登板機会に恵まれず、シーズンの大半を二軍で過ごした。一軍公式戦では4シーズンぶりに通算の防御率を3点台（3.23）にとどめたが、先発で登板した6試合中5試合で5イニング以上を投げながら、2シーズンぶりに白星から見放された（0勝4敗）。シーズン3敗目を喫した8月19日の対ヤクルト戦（神宮）では、3回裏に先頭打者・青木宣親への頭部死球が球審の土山剛弘から危険球とみなされたため、退場処分を受けている。シーズン終了後の契約更改では、NPBの減額制限に近い24%の減俸を球団から提示されたことを受けて、推定年俸3800万円（前年から1200万円減）という条件で契約を更改した。
2019年には、春季キャンプから公式戦の開幕直後まで二軍で過ごしたものの、ウエスタン・リーグ公式戦では4試合の登板で防御率0.53を記録するなど好調だった。4月18日の対ヤクルト戦（神宮）で先発投手としてシーズン初の一軍マウンドに立つと、5点を失いながらも、一軍公式戦2年ぶりの勝利を自身4年ぶりの完投勝利で挙げた。さらに、過去3年間登板機会のなかったセ・パ交流戦でも3試合に先発。高校時代の同級生である中村と10年ぶりに対戦した6月22日の対西武戦（甲子園）では、中村から2打席連続でソロ本塁打を打たれながらも、6回を2失点で凌いだ末に交流戦4年ぶりの勝利を記録した。レギュラーシーズン全体では、一軍公式戦14試合の登板で3勝4敗、防御率4.52という成績を残したが、8月中旬以降は一軍から遠ざかった。シーズン終了後の12月4日に、入団14年目で初めて、現状維持（推定年俸3800万円）で契約を更改。更改後の記者会見では、現状維持で契約したことを明言したうえで、「（36歳の自分にとって）現状維持は衰退（に等しい）。試合に投げている中で『まだまだできるな』という感触があるので、オフ（シーズンに）は、今の状態から1ランクも2ランクも上げられるように、トレーニングをしっかり積みたい」との決意を示した。
2020年には、1型糖尿病の患者にとって重症化のリスクの高い新型コロナウイルス感染症（COVID-19）が日本国内で拡大していることを背景に、春季キャンプからレギュラーシーズンの前半まで二軍で調整。二軍調整中の8月上旬には、プロ入り後初めて右の脇腹を痛めたため、本人によれば「（現役生活が）終わったか・・・」と感じるほど弱気になったという。それでも、ウエスタン・リーグの公式戦8試合に登板すると、5イニング限定の先発で臨んだ9月10日の対オリックス戦で無安打無失点を記録。この好投を受けて、一軍公式戦でも、チームが9連戦中だった同月21日の対DeNA戦に先発投手としてシーズン初登板を果たした。13連戦の初戦に当たる10月1日の対中日戦でも先発を任されると、6回2/3を無失点無四球で凌いだ末に、一軍公式戦としては前年7月5日の対広島戦（いずれも甲子園）以来454日ぶりの白星を挙げた。シーズン終盤の10月21日にNPBの規定で国内FA権を初めて取得したが、一軍公式戦では通算5試合の登板で1勝2敗にとどまったため、この権利を行使せずにチームへ残留することを決断。シーズン終了後（12月9日）の契約交渉では、前述した減額制限を超える球団からの減俸提示を受け入れた末に、推定年俸1860万円（前年から50%減）という条件で契約を更改した。なお、契約更改の前に自身より年上の能見篤史投手が退団（コーチ兼任でオリックスへ移籍）していたため、更改によって阪神一筋の生え抜き選手としては現役最年長の投手になった。
2021年には、春季キャンプ前の1月5日に阪神球団の施設でPCR検査を受けたところ、COVID-19に対する陽性反応を示していることが判明。体調に大きな異変がないにもかかわらず、翌6日の再検査でも同様の反応が示されたことによって、COVID-19へ罹患していることが確認された。同日から10日間の入院を余儀なくされたが、2度の検査で陰性が確認されたため、1月18日から自主トレーニングを再開。春季キャンプからは二軍で調整していて、ウエスタン・リーグの公式戦では開幕してからしばらく先発で登板していたが、シーズン途中の6月から中継ぎに転向した。本人曰く、「先発で登板する試合より（1試合当たりの）投球イニングが短い分だけ、低血糖に陥る可能性は少ない」とのことで、転向後は登板した6試合をいずれも無失点で凌ぐなど好調を維持。自身と同じ先発出身の左投手で、2020年の途中から一軍でセットアッパーを務めてきた岩貞祐太の不調と相まって、一軍の公式戦にも7月7日の対ヤクルト戦（神宮）から中継ぎで3試合に登板した。いずれの試合でも自責点は付かなかったが、8月上旬以降は一軍から遠ざかっていた。かねてから気力の衰えを感じていたことや、翌年の球団戦力構想から外れたことから、2021年限りでの現役引退を決断。実際には台湾（CPBL）やイタリア（セリエA）の球団が岩田の獲得調査に乗り出していたが、本人曰く「身体は元気でも、気持ちが昔ほど燃えなくなった。このような気持ちでタイガースのユニフォームを着てプレーを続けることは、（ナインにもファンにも）失礼に当たる」とのことで、かねてからの夢であった「海外プロリーグでのプレー」よりも阪神一筋で現役生活を終える道を選んだ。一軍がセ・リーグの優勝戦線にあった10月1日に臨んだ引退会見では、「『16年（の現役生活）はあっという間で、自分自身ではよくやった』と思う。入団の際に『（糖尿病患者の）希望の星になる』と言ったので、その言葉に負けないぐらいの諦めない気持ちがあることを少しは証明できたかな」と語った。なお、球団では岩田の決断を受けて、10月26日の対中日戦（甲子園）終了後に引退セレモニーを開催。この試合はチームのレギュラーシーズン最終戦で、チームにセ・リーグ優勝の可能性が残っていたものの、自身はベンチ入りの登録から外れた。チームは完封負けによってレギュラーシーズンを2位で終えることが確定したが、試合後の引退セレモニーでは、「（最終順位が2位でも）クライマックスシリーズ（突破）や日本シリーズ（制覇）の可能性がある以上、僕は『（日本シリーズ制覇まで）行ってくれる』と信じている」との言葉でチームメイトを激励。さらに、一軍で長らくバッテリーを組んでいた梅野隆太郎を相手にラストピッチを披露した後に、ナインから7回にわたって胴上げされた。

### 現役引退後
阪神球団史上初の「コミュニティ・アンバサダー」（CA）として、2022年から球団の内外で活動。現役時代から携わっている1型糖尿病の啓蒙活動や社会貢献活動を球団公認の下で続けるほか、球団が運営に関与している「阪神タイガース Women」で女子硬式野球選手、「タイガースアカデミー　ベースボールスクール」で小中学生を指導するなど、球団の野球振興活動にも携わっている。その一方で、2022年には起業し「Family Design M」という個人事務所を設立したうえで、自ら社長に就任。阪神CAの活動と並行しながら、1型糖尿病の患者やその家族と交流できるように、オンラインサロンやイベントの運営を始めている。
阪神のCAとしては、2021年から球団の「スペシャル・アシスタント」（SA）に就いている藤川球児（2020年までのチームメイト）と違って、フロントや現役選手へ直々に助言する役割まで担っていない。その一方で、球団へ籍を置きながらフリーランスに近い立場で評論・解説活動を展開することが、藤川に続いて認められている。現に、2022年1月からはNHK・関西テレビ・スカイ・A・GAORA・Tigers-aiの野球解説者や、日刊スポーツの野球評論家としても活動している。

## 選手としての特徴
不規則に動く直球（ムービングボール）と鋭く変化するスライダーを武器に巧みな投球術で打者を翻弄する左腕。その他にもカーブ、フォーク、チェンジアップ、カットボールも投げる。岩田の直球について、城島健司は「彼（岩田）の持ち味は真っすぐの汚さ。日本にはきれいなフォーシームを投げる投手が多いから、汚い真っすぐが武器になる」と語り、川原弘之は「（岩田さんの直球は）変化が一定じゃないんです。伸びながらシュートする時もあれば、いきなり沈んだり。球もすごく重い。あんなボールは見たことがないですよ。見ていたら回転は普通の直球と同じ。キャッチボールでも捕れないぐらいだから、打者は厄介だと思います」と語っている。またスライダーについて、矢野燿大は「曲がりがちょっと日本人じゃない。外国人的な何か、すごいブレーキって言うか鋭い曲がり」と語っている。

## 人物
地元球団の阪神でプロ野球生活を全うしたが、小学生時代は大の巨人ファンで、当時の主力打者だった清原和博や落合博満に憧れていた。
1型糖尿病を患ってからは、主治医からの指導の下で、インスリンを自分で腹部に1日4回注射している。本人が阪神入団後の2015年に講演で明かしたところによれば、「最初は人目に付かないように注射していたが、そのことでしんどさを味わってからは、あえて人前で注射するようにしている」という。
アマチュアの野球選手時代に糖尿病を発症しつつも右投手としてMLBと巨人で活躍したビル・ガリクソンや、8歳で1型糖尿病を発症しながらエアロビックの世界チャンピオンになった大村詠一に勇気づけられたことから、阪神での現役時代には「自分が頑張ることで、同じように糖尿病と戦っている人たちを勇気づけていきたい」と話していた。2歳年下の大村を知ったのは自身の高校3年時で、父方の故郷である熊本県に当時大村が住んでいたことから、高校最後の冬休みには県内で暮らす実父の親族を通じて大村と最初の対面を果たしている。
2013年には、糖尿病患者に対する慈善活動が評価されたことによって、阪神球団から若林忠志賞を授与。2021年限りで現役を引退した後も1型糖尿病の根治に向けた啓発活動を続ける意向を示していたところ、同年11月に日本糖尿病協会から「ガリクソン賞」を授与された。「ガリクソン賞」は、小児期に1型糖尿病を発症しながらスポーツや文化などの分野で活躍した患者に贈られる賞で、本人曰く「受賞することは（かねてからの）念願だった」という。
- 2009年からは、自身が登板した一軍の公式戦で1勝するたびに、10万円を糖尿病研究のためにNPO法人日本IDDMネットワークへ寄付[72]。2017年12月には、2025年までの1型糖尿病根治を目指す研究への助成を目的に、同法人と共同で「岩田稔基金」を設立している。2020年5月18日には、「エキソソーム複合体による膵β細胞保護・増殖効果の研究」（神戸大学医学部付属病院糖尿病・内分泌内科での研究プロジェクト）に対して、「岩田稔基金」が400万円を助成することを発表した[73]。
- シーズン中には、糖尿病を患う少年たちを阪神甲子園球場での阪神主催試合観戦と交流会に招待[74]。2017年には、以上の活動に対して、報知新聞社から第19回ゴールデンスピリット賞を授与された[75]。ちなみに、「岩田稔基金」を通じた2020年の研究助成には、受賞の際に同社から寄贈された200万円の寄付金が含まれている[73]。
- 2016年の公式戦開幕日（3月25日）には、自身初の著書『やらな、しゃーない!　1型糖尿病と不屈の左腕』をKADOKAWAから発売した。1型糖尿病を発症してからの半生を綴った自叙伝で、印税を全額日本IDDMネットワークへ寄付。岩田によれば、祈祷師を自称する男性が前年（2015年）に栃木県内で起こした事件（1型糖尿病を患う男児に対して「腹の中に死に神がいるから、インシュリンを投与している限り1型糖尿病は治らない」という事実無根の宣託によって投与を止めさせたあげく衰弱死に至らせた容疑で逮捕された事件）を報道で知ったことをきっかけに、1型糖尿病の認知活動の一環として執筆に至ったという[76]。
- 自身と同じく1型糖尿病を患っていることを公表しているプロサッカー選手（MF）のセルジ・サンペールとは、サンペールがマネジメント業務を委託している事務所の日本支社の社長が「自身の知人の幼馴染み」という縁[77]もあって、サンペールが2019年にJリーグのヴィッセル神戸へ入団したことを機に親しく交流。2021年3月には、双方の希望から、他の1型糖尿病の患者・家族とのオンライン交流会に揃って参加している[78]。自身の引退セレモニーが開催された同年10月26日の中日戦では、試合前にサンペールがスピーチを披露した[79]ほか、試合後のセレモニーで岩田に花束を贈呈した。逆に、サンペールのヴィッセル退団を受けてノエビアスタジアム神戸で2023年7月26日（サガン鳥栖とのJリーグ公式戦試合前）に開かれた退団セレモニーでは、岩田がサンペールに花束を渡している[80]。

阪神へ入団してからは、こどもの日に登板した一軍公式戦で、2015年までに3連勝を記録していた。
遠藤章造（ココリコ）とは、顔が似ていることから、公私にわたって交流。2008年に『BRAVO!』（読売テレビ）で共演したことを機に、同番組のMCだった遠藤から「弟」と呼ばれている。この縁で、岩田が先発した2014年5月25日の対千葉ロッテマリーンズ戦（甲子園）では、遠藤が始球式を務めた。
2017年から2020年までは、一軍公式戦への登板機会や勝利数が以前より少ないながらも、先発ローテーションの谷間に当たる試合での好投が相次いでいた。2020年10月1日の対中日戦で454日ぶりの白星を挙げた直後のヒーローインタビューでは、このような境遇を踏まえて、「ちょっと恥ずかしいんですけども、『消えそうで消えない（油性）マジックみたいな岩田稔』という風に頑張っていきたい」との抱負を述べた。結果としてこの試合での勝利が一軍公式戦における現役最後の白星になったが、現役引退後の2022年9月には、ベースボール・マガジン社から自身2冊目の著書を発売。前述した『やらな、しゃーない!』と同じ趣旨で著した現役生活の回顧録で、刊行に際しては、以上のコメントにちなんで『消えそうで消えないペン』というタイトルを付けている。
阪神への入団2年目に結婚した妻は幼なじみで、前述した栄養士の資格を生かしながら、岩田のプロ野球生活の大半を支えた。岩田自身も、引退会見で涙を流しながら、「家族の支えがあったから（阪神でのプレーが）できた」とコメント。「プロ野球生活では（オフシーズンの）冬場にしか季節を感じられなかった」とのことで、妻と一緒に日本の四季が感じられるような旅へ赴くことを引退後の夢に挙げている。なお、2021年10月26日の対中日戦の試合前に催されたファーストピッチセレモニーには、結婚後に授かった3人の実子（1男2女）も背番号21のレプリカユニフォーム姿で登場。長男が投手役・自身が捕手役・長女が打者役・次女が審判役を務めた。さらに、試合後の引退セレモニーでは、妻を含めた家族が見守るなかで感謝の言葉を披露。「応援に来てくれるファンの方々も、僕にとってはみんな『ビッグファミリー』です。皆さんがいなければ（阪神で現役生活を16年も）続けられませんでした。本当に感謝しています」とも述べた。ちなみに、引退後の2022年には、「第15回ベスト・ファーザー賞in関西」のスポーツ部門で表彰。また、1型糖尿病の啓発・患者への支援活動などを目的に「株式会社Family Design M」を設立。

## 詳細情報

### 年度別投手成績
| 年 度      | 球 団      | 登 板 | 先 発 | 完 投 | 完 封 | 無 四 球 | 勝 利 | 敗 戦 | セ 丨 ブ | ホ 丨 ル ド | 勝 率 | 打 者 | 投 球 回 | 被 安 打 | 被 本 塁 打 | 与 四 球 | 敬 遠 | 与 死 球 | 奪 三 振 | 暴 投 | ボ 丨 ク | 失 点 | 自 責 点 | 防 御 率 | W H I P |
| ---------- | ---------- | ----- | ----- | ----- | ----- | -------- | ----- | ----- | -------- | ----------- | ----- | ----- | -------- | -------- | ----------- | -------- | ----- | -------- | -------- | ----- | -------- | ----- | -------- | -------- | ------- |
| 2006       | 阪神       | 1     | 1     | 0     | 0     | 0        | 0     | 1     | 0        | 0           | .000  | 16    | 3.0      | 2        | 1           | 4        | 0     | 0        | 1        | 2     | 0        | 4     | 3        | 9.00     | 2.00    |
| 2007       | 阪神       | 4     | 3     | 0     | 0     | 0        | 0     | 1     | 0        | 0           | .000  | 62    | 13.1     | 15       | 0           | 8        | 0     | 2        | 6        | 2     | 0        | 9     | 8        | 5.40     | 1.73    |
| 2008       | 阪神       | 27    | 27    | 2     | 0     | 1        | 10    | 10    | 0        | 0           | .500  | 678   | 159.1    | 168      | 5           | 50       | 3     | 11       | 101      | 7     | 0        | 64    | 58       | 3.28     | 1.37    |
| 2009       | 阪神       | 16    | 16    | 4     | 2     | 0        | 7     | 5     | 0        | 0           | .583  | 455   | 110.2    | 99       | 3           | 27       | 1     | 8        | 103      | 4     | 0        | 40    | 33       | 2.68     | 1.14    |
| 2011       | 阪神       | 25    | 25    | 2     | 2     | 0        | 9     | 13    | 0        | 0           | .409  | 673   | 169.0    | 121      | 7           | 45       | 5     | 8        | 133      | 6     | 0        | 47    | 43       | 2.29     | 0.98    |
| 2012       | 阪神       | 25    | 25    | 0     | 0     | 0        | 8     | 14    | 0        | 0           | .364  | 648   | 153.1    | 157      | 10          | 41       | 3     | 2        | 107      | 6     | 0        | 73    | 60       | 3.52     | 1.29    |
| 2013       | 阪神       | 9     | 8     | 0     | 0     | 0        | 2     | 5     | 0        | 0           | .286  | 189   | 43.2     | 43       | 3           | 16       | 0     | 1        | 25       | 1     | 0        | 26    | 24       | 4.95     | 1.69    |
| 2014       | 阪神       | 22    | 22    | 1     | 0     | 1        | 9     | 8     | 0        | 0           | .529  | 601   | 148.2    | 123      | 13          | 43       | 1     | 2        | 116      | 6     | 0        | 50    | 42       | 2.54     | 1.12    |
| 2015       | 阪神       | 27    | 27    | 2     | 1     | 0        | 8     | 10    | 0        | 0           | .444  | 722   | 170.1    | 168      | 13          | 49       | 1     | 5        | 119      | 8     | 0        | 66    | 61       | 3.22     | 1.27    |
| 2016       | 阪神       | 6     | 4     | 0     | 0     | 0        | 0     | 3     | 0        | 0           | .000  | 107   | 20.1     | 36       | 4           | 10       | 1     | 2        | 14       | 3     | 0        | 23    | 20       | 8.85     | 2.27    |
| 2017       | 阪神       | 10    | 10    | 0     | 0     | 0        | 3     | 2     | 0        | 0           | .600  | 233   | 53.0     | 55       | 4           | 22       | 0     | 2        | 39       | 4     | 2        | 26    | 25       | 4.25     | 1.45    |
| 2018       | 阪神       | 6     | 6     | 0     | 0     | 0        | 0     | 4     | 0        | 0           | .000  | 129   | 30.2     | 25       | 4           | 9        | 2     | 3        | 29       | 2     | 0        | 13    | 11       | 3.23     | 1.11    |
| 2019       | 阪神       | 14    | 14    | 1     | 0     | 0        | 3     | 4     | 0        | 0           | .429  | 336   | 77.2     | 90       | 13          | 21       | 0     | 3        | 43       | 2     | 0        | 46    | 39       | 4.52     | 1.43    |
| 2020       | 阪神       | 5     | 5     | 0     | 0     | 0        | 1     | 2     | 0        | 0           | .333  | 107   | 22.2     | 26       | 1           | 15       | 1     | 2        | 15       | 0     | 0        | 16    | 16       | 6.35     | 1.81    |
| 2021       | 阪神       | 3     | 0     | 0     | 0     | 0        | 0     | 0     | 0        | 0           | ----  | 13    | 3.0      | 3        | 0           | 0        | 0     | 1        | 3        | 1     | 0        | 0     | 0        | 0.00     | 1.00    |
| 通算：15年 | 通算：15年 | 200   | 193   | 12    | 5     | 2        | 60    | 82    | 0        | 0           | .423  | 4969  | 1178.2   | 1131     | 81          | 360      | 18    | 52       | 854      | 54    | 2        | 503   | 443      | 3.38     | 1.26    |

- 各年度の太字はリーグ最高

### WBCでの投手成績
| 年 度 | 代 表 | 登 板 | 先 発 | 勝 利 | 敗 戦 | セ ｜ ブ | 打 者 | 投 球 回 | 被 安 打 | 被 本 塁 打 | 与 四 球 | 敬 遠 | 与 死 球 | 奪 三 振 | 暴 投 | ボ ｜ ク | 失 点 | 自 責 点 | 防 御 率 |
| ----- | ----- | ----- | ----- | ----- | ----- | -------- | ----- | -------- | -------- | ----------- | -------- | ----- | -------- | -------- | ----- | -------- | ----- | -------- | -------- |
| 2009  | 日本  | 2     | 0     | 0     | 0     | 0        | 7     | 1.0      | 0        | 0           | 3        | 0     | 1        | 1        | 1     | 0        | 0     | 0        | 0.00     |

### 年度別守備成績
| 年 度 | 球 団 | 投手  | 投手  | 投手  | 投手  | 投手  | 投手     |
| 年 度 | 球 団 | 試 合 | 刺 殺 | 補 殺 | 失 策 | 併 殺 | 守 備 率 |
| ----- | ----- | ----- | ----- | ----- | ----- | ----- | -------- |
| 2006  | 阪神  | 1     | 0     | 0     | 0     | 0     | ----     |
| 2007  | 阪神  | 4     | 2     | 2     | 0     | 0     | 1.000    |
| 2008  | 阪神  | 27    | 12    | 51    | 1     | 6     | .984     |
| 2009  | 阪神  | 16    | 4     | 40    | 0     | 4     | 1.000    |
| 2011  | 阪神  | 25    | 10    | 55    | 3     | 4     | .956     |
| 2012  | 阪神  | 25    | 10    | 37    | 3     | 2     | .940     |
| 2013  | 阪神  | 9     | 4     | 16    | 0     | 3     | 1.000    |
| 2014  | 阪神  | 22    | 16    | 35    | 1     | 3     | .981     |
| 2015  | 阪神  | 27    | 11    | 39    | 3     | 3     | .943     |
| 2016  | 阪神  | 6     | 2     | 1     | 0     | 0     | 1.000    |
| 2017  | 阪神  | 10    | 2     | 10    | 0     | 0     | 1.000    |
| 2018  | 阪神  | 6     | 0     | 3     | 0     | 0     | 1.000    |
| 2019  | 阪神  | 14    | 7     | 22    | 1     | 3     | .967     |
| 2020  | 阪神  | 5     | 0     | 5     | 0     | 0     | 1.000    |
| 2021  | 阪神  | 3     | 0     | 0     | 0     | 0     | ----     |
| 通算  | 通算  | 200   | 80    | 316   | 12    | 28    | .971     |

### 表彰
- 月間MVP：1回（投手部門：2014年7月）
- 若林忠志賞：1回（2013年）
- ヤナセ・阪神タイガースMVP賞：1回（2014年）[88]

### 記録
初記録
投手記録
- 初登板・初先発登板：2006年10月14日、対広島東洋カープ22回戦（広島市民球場）、3回4失点で敗戦投手
- 初奪三振：同上、3回裏に井生崇光から空振り三振
- 初勝利・初先発勝利：2008年3月29日、対横浜ベイスターズ2回戦（京セラドーム大阪）、6回1失点
- 初完投勝利：2008年4月26日、対読売ジャイアンツ5回戦（阪神甲子園球場）、9回2失点
- 初完封勝利：2009年7月29日、対横浜ベイスターズ14回戦（阪神甲子園球場）

打撃記録
- 初安打：2007年7月29日、対横浜ベイスターズ12回戦（阪神甲子園球場）、4回裏に吉見祐治から中前安打
- 初打点：2009年8月12日、対中日ドラゴンズ16回戦（京セラドーム大阪）、4回裏に朝倉健太から右前適時打

節目の記録
- 1000投球回：2017年8月3日、対広島東洋カープ17回戦（MAZDA Zoom-Zoom スタジアム広島）、4回裏一死目に鈴木誠也を二塁ゴロで達成 ※史上348人目

### 背番号
- 21（2006年 - 2021年）
  - 19（2009年WBC）

### 登場曲
- 「ホタルノヒカリ」いきものがかり
- 「道」GReeeeN
- 「ミスター」KARA（2011年）
- 「タマシイレボリューション」Superfly（2012年）
- 「輝く月のように」Superfly（2013年）
- 「FANTASTIC BABY」BIGBANG（2014年）
- 「Original Mix」Eykan13（2015年）
- 「ベリーグッド」ベリーグッドマン（2017年、2019年 - 2020年）
- 「Mornin'」ベリーグッドマン（2018年）
- 「ウグイス（Remix）」ベリーグッドマン（2021年）
  - ベリーグッドマンのRoverとMOCAとは親交が深く、2021年の引退セレモニーに際しては、ベリーグッドマンの「必ず誰かの天才」スペシャルバージョン（歌詞の一部を岩田の名前に変えた）が「場内一周用の楽曲」として提供された[89]。

### 代表歴
- 2009 ワールド・ベースボール・クラシック日本代表

## 関連情報

### 著書
- 『やらな、しゃーない! 1型糖尿病と不屈の左腕』（2016年3月25日初版発売、出版：KADOKAWA、ISBN 978-4041039854）
- 『消えそうで消えないペン 1型糖尿病と共に生き、投げ切ったからこそ伝えたいこと』（2022年9月5日初版発売、出版：ベースボール・マガジン社、ISBN 978-4583114668）

### CM
- 阪神甲子園球場（2022年） - 来場客に向けて電車・バスの利用や場内への缶・ビン類の持ち込み自粛を促す内容で、前年（2021年）に出演していた今成亮太（阪神投手時代のチームメイトで出演の時点では球団職員）の後任として、阪神電鉄の駅貼りポスターのモデルにも起用。
- ACジャパン（2025年） - 日本糖尿病協会支援キャンペーン「糖尿病のほんとう」に假屋崎省吾（華道家）・星南（モデル）とともに出演。